# 2002 Euler
Euler (asteroide 2002) é um asteroide da cintura principal com um diâmetro de 17,44 quilómetros, a 2,2515339 UA. Possui uma excentricidade de 0,0686551 e um período orbital de 1 372,92 dias (3,76 anos).
Euler tem uma velocidade orbital média de 19,15617413 km/s e uma inclinação de 8,50759º.
Esse asteroide foi descoberto em 29 de Agosto de 1973 por Tamara Smirnova.
Seu nome é uma homenagem ao matemático alemão Leonhard Euler.